# اندیس مرمریت ۳۵۱۷
مرمریت ۳۵۱۷ یک اندیس مصالح ساختمانی است که در حوالی شهر نیریز استان فارس قرار دارد و مادهٔ معدنی موجود در آن، مرمریت است.سنگ میزبان این اندیس سنگ آهک است  